# Ligue Europa 2025-2026
Navigation
Édition 2024-2025 Édition 2026-2027
La Ligue Europa 2025-2026 est la 55e édition de la deuxième plus prestigieuse coupe européenne des clubs de football, la 17e sous le nom de Ligue Europa. Organisée par l'UEFA, la compétition est ouverte aux clubs de football des associations membres de l'UEFA, qualifiés en fonction de leurs bons résultats en championnat ou coupe nationale.
La finale se déroulera le 20 mai 2026 au Stade Beşiktaş d'Istanbul en Turquie.
Le vainqueur de la Ligue Europa se qualifiera pour la Supercoupe de l'UEFA 2026 ainsi que pour la Ligue des champions de l'UEFA 2026-2027.

## Désignation de la ville hôte de la finale
En juillet 2023, l'UEFA annonce que les villes de Düsseldorf, Francfort, Gelsenkirchen, Leipzig, Stuttgart, Bucarest, Glasgow et Istanbul ont exprimé leur intérêt pour l'organisation des finales 2026 et 2027 de la Ligue Europa. Le comité exécutif de l'UEFA annonce le 22 mai 2024 que le Stade Beşiktaş est retenu pour accueillir la finale 2026.

## Format
Le format de cette compétition est identique à celui de la saison précédente.
Chaque club joue contre huit adversaires différents (quatre matches à domicile et quatre matches à l'extérieur). Les équipes sont réparties dans quatre chapeaux de 9 équipes selon leur indice UEFA. Chaque équipe affronte (sur un seul match) deux équipes de son propre chapeau, et deux équipes de chacun des autres chapeaux :
- les huit premiers se qualifient pour la phase à élimination directe ;
- les clubs classés de la 9e à la 24e place jouent des barrages de qualification pour les huitièmes de finale ;
- les équipes classées après la 24e place sont éliminées, sans repêchage en Ligue Conférence[3].

Nombre d'équipes par tour
- Voies de qualification

| Tour           | Équipes qualifiées | Équipes entrantes | Équipes repêchées | Équipes participantes | Équipes gagnantes |
| -------------- | ------------------ | ----------------- | ----------------- | --------------------- | ----------------- |
| Premier tour   | -                  | -                 | -                 | -                     | -                 |
| Deuxième tour  | -                  | -                 | -                 | -                     | -                 |
| Troisième tour | -                  | -                 | 12                | 12                    | 6                 |

| Tour           | Équipes qualifiées | Équipes entrantes | Équipes repêchées | Équipes participantes | Équipes gagnantes |
| -------------- | ------------------ | ----------------- | ----------------- | --------------------- | ----------------- |
| Premier tour   | -                  | 16                | -                 | 16                    | 8                 |
| Deuxième tour  | 8                  | 8                 | -                 | 16                    | 8                 |
| Troisième tour | 8                  | 3                 | 3                 | 14                    | 7                 |

- Global

| Tour                        | Équipes qualifiées  | Équipes entrantes   | Équipes repêchées   | Équipes participantes | Équipes gagnantes   |
| Phase qualificative         | Phase qualificative | Phase qualificative | Phase qualificative | Phase qualificative   | Phase qualificative |
| --------------------------- | ------------------- | ------------------- | ------------------- | --------------------- | ------------------- |
| Premier tour                | -                   | 16                  | -                   | 16                    | 8                   |
| Deuxième tour               | 8                   | 8                   | -                   | 16                    | 8                   |
| Troisième tour              | 8                   | 3                   | 15                  | 26                    | 13                  |
| Barrages                    | 13                  | 5                   | 6                   | 24                    | 12                  |
| Phase de ligue              |                     |                     |                     |                       |                     |
| Phase de ligue              | 12                  | 13                  | 11                  | 36                    | 24                  |
| Phase à élimination directe |                     |                     |                     |                       |                     |
| Barrages                    | 16                  | -                   | -                   | 16                    | 8                   |
| Huitièmes de finale         | 8                   | 8                   | -                   | 16                    | 8                   |
| Quarts de finale            | 8                   | -                   | -                   | 8                     | 4                   |
| Demi-finales                | 4                   | -                   | -                   | 4                     | 2                   |
| Finale                      | 2                   | -                   | -                   | 2                     | 1                   |

1. 1 2 3  Les équipes repêchées de la Ligue des champions.

## Participants
77 équipes provenant des 54 associations membres de l'UEFA participent à la Ligue Europa 2025‑2026.

### Nombre de places par association
La répartition pour la saison 2025-2026 est la suivante  :
- Les associations aux places 1 à 12 du classement UEFA 2023 ont 2 clubs qualifiés
- Les associations aux places 13 à 33 ont 1 club qualifié
- 32 équipes éliminées de la phase de qualification de la Ligue des champions 2025-2026 sont repêchées dans cette compétition. Les équipes championnes de leur pays se rencontrent exclusivement entre elles lors de la phase de qualifications.
- Une place est attribuée en phase de ligue au vainqueur de la Ligue Europa Conférence 2024-2025. Si ce club est déjà qualifié pour la phase de ligue de la Ligue Europa ou pour la Ligue des champions, sa place est prise par le club de la phase de qualification ayant le meilleur classement UEFA de club.

Les clubs russes sont exclus des compétitions interclubs de l'UEFA depuis la saison 2022-2023 en raison de l'invasion de l'Ukraine par la Russie en 2022.

### Liste des clubs
| Phase de ligue | Phase de ligue | Phase de ligue | Phase de ligue | Phase de ligue | Phase de ligue | Phase de ligue | Phase de ligue | Phase de ligue | Phase de ligue | Phase de ligue | Phase de ligue | Phase de ligue | Phase de ligue | Phase de ligue | Phase de ligue |
| --- | --- | --- | --- | --- | --- | --- | --- | --- | --- | --- | --- | --- | --- | --- | --- |
| - Aston Villa (47,250) 6e d'Angleterre en 2024-2025 - Nottingham Forest (23,039) 7e d'Angleterre en 2024-2025 - Bologne FC (19,446) Vainqueur de la Coupe d'Italie 2024-2025 - AS Rome (104,500) 5e d'Italie en 2024-2025 - Real Betis (52,250) 6e d'Espagne en 2024-2025 - Celta de Vigo (18,890) 7e d'Espagne en 2024-2025, - VfB Stuttgart (17,266) Vainqueur de la Coupe d'Allemagne 2024-2025 - SC Fribourg (28,000) 5e d'Allemagne en 2024-2025 - LOSC Lille (66,000) 5e de France en 2024-2025 - Olympique lyonnais (43,750) 6e de France en 2024-2025 - Go Ahead Eagles (13,430) Vainqueur de la Coupe des Pays-Bas 2024-2025 - FC Porto (79,750) 3e du Portugal en 2024-2025 - Dinamo Zagreb (56,000) 2e de Croatie en 2024-2025, | - Aston Villa (47,250) 6e d'Angleterre en 2024-2025 - Nottingham Forest (23,039) 7e d'Angleterre en 2024-2025 - Bologne FC (19,446) Vainqueur de la Coupe d'Italie 2024-2025 - AS Rome (104,500) 5e d'Italie en 2024-2025 - Real Betis (52,250) 6e d'Espagne en 2024-2025 - Celta de Vigo (18,890) 7e d'Espagne en 2024-2025, - VfB Stuttgart (17,266) Vainqueur de la Coupe d'Allemagne 2024-2025 - SC Fribourg (28,000) 5e d'Allemagne en 2024-2025 - LOSC Lille (66,000) 5e de France en 2024-2025 - Olympique lyonnais (43,750) 6e de France en 2024-2025 - Go Ahead Eagles (13,430) Vainqueur de la Coupe des Pays-Bas 2024-2025 - FC Porto (79,750) 3e du Portugal en 2024-2025 - Dinamo Zagreb (56,000) 2e de Croatie en 2024-2025, | - Aston Villa (47,250) 6e d'Angleterre en 2024-2025 - Nottingham Forest (23,039) 7e d'Angleterre en 2024-2025 - Bologne FC (19,446) Vainqueur de la Coupe d'Italie 2024-2025 - AS Rome (104,500) 5e d'Italie en 2024-2025 - Real Betis (52,250) 6e d'Espagne en 2024-2025 - Celta de Vigo (18,890) 7e d'Espagne en 2024-2025, - VfB Stuttgart (17,266) Vainqueur de la Coupe d'Allemagne 2024-2025 - SC Fribourg (28,000) 5e d'Allemagne en 2024-2025 - LOSC Lille (66,000) 5e de France en 2024-2025 - Olympique lyonnais (43,750) 6e de France en 2024-2025 - Go Ahead Eagles (13,430) Vainqueur de la Coupe des Pays-Bas 2024-2025 - FC Porto (79,750) 3e du Portugal en 2024-2025 - Dinamo Zagreb (56,000) 2e de Croatie en 2024-2025, | - Aston Villa (47,250) 6e d'Angleterre en 2024-2025 - Nottingham Forest (23,039) 7e d'Angleterre en 2024-2025 - Bologne FC (19,446) Vainqueur de la Coupe d'Italie 2024-2025 - AS Rome (104,500) 5e d'Italie en 2024-2025 - Real Betis (52,250) 6e d'Espagne en 2024-2025 - Celta de Vigo (18,890) 7e d'Espagne en 2024-2025, - VfB Stuttgart (17,266) Vainqueur de la Coupe d'Allemagne 2024-2025 - SC Fribourg (28,000) 5e d'Allemagne en 2024-2025 - LOSC Lille (66,000) 5e de France en 2024-2025 - Olympique lyonnais (43,750) 6e de France en 2024-2025 - Go Ahead Eagles (13,430) Vainqueur de la Coupe des Pays-Bas 2024-2025 - FC Porto (79,750) 3e du Portugal en 2024-2025 - Dinamo Zagreb (56,000) 2e de Croatie en 2024-2025, | - Aston Villa (47,250) 6e d'Angleterre en 2024-2025 - Nottingham Forest (23,039) 7e d'Angleterre en 2024-2025 - Bologne FC (19,446) Vainqueur de la Coupe d'Italie 2024-2025 - AS Rome (104,500) 5e d'Italie en 2024-2025 - Real Betis (52,250) 6e d'Espagne en 2024-2025 - Celta de Vigo (18,890) 7e d'Espagne en 2024-2025, - VfB Stuttgart (17,266) Vainqueur de la Coupe d'Allemagne 2024-2025 - SC Fribourg (28,000) 5e d'Allemagne en 2024-2025 - LOSC Lille (66,000) 5e de France en 2024-2025 - Olympique lyonnais (43,750) 6e de France en 2024-2025 - Go Ahead Eagles (13,430) Vainqueur de la Coupe des Pays-Bas 2024-2025 - FC Porto (79,750) 3e du Portugal en 2024-2025 - Dinamo Zagreb (56,000) 2e de Croatie en 2024-2025, | - Aston Villa (47,250) 6e d'Angleterre en 2024-2025 - Nottingham Forest (23,039) 7e d'Angleterre en 2024-2025 - Bologne FC (19,446) Vainqueur de la Coupe d'Italie 2024-2025 - AS Rome (104,500) 5e d'Italie en 2024-2025 - Real Betis (52,250) 6e d'Espagne en 2024-2025 - Celta de Vigo (18,890) 7e d'Espagne en 2024-2025, - VfB Stuttgart (17,266) Vainqueur de la Coupe d'Allemagne 2024-2025 - SC Fribourg (28,000) 5e d'Allemagne en 2024-2025 - LOSC Lille (66,000) 5e de France en 2024-2025 - Olympique lyonnais (43,750) 6e de France en 2024-2025 - Go Ahead Eagles (13,430) Vainqueur de la Coupe des Pays-Bas 2024-2025 - FC Porto (79,750) 3e du Portugal en 2024-2025 - Dinamo Zagreb (56,000) 2e de Croatie en 2024-2025, | - Aston Villa (47,250) 6e d'Angleterre en 2024-2025 - Nottingham Forest (23,039) 7e d'Angleterre en 2024-2025 - Bologne FC (19,446) Vainqueur de la Coupe d'Italie 2024-2025 - AS Rome (104,500) 5e d'Italie en 2024-2025 - Real Betis (52,250) 6e d'Espagne en 2024-2025 - Celta de Vigo (18,890) 7e d'Espagne en 2024-2025, - VfB Stuttgart (17,266) Vainqueur de la Coupe d'Allemagne 2024-2025 - SC Fribourg (28,000) 5e d'Allemagne en 2024-2025 - LOSC Lille (66,000) 5e de France en 2024-2025 - Olympique lyonnais (43,750) 6e de France en 2024-2025 - Go Ahead Eagles (13,430) Vainqueur de la Coupe des Pays-Bas 2024-2025 - FC Porto (79,750) 3e du Portugal en 2024-2025 - Dinamo Zagreb (56,000) 2e de Croatie en 2024-2025, | - Aston Villa (47,250) 6e d'Angleterre en 2024-2025 - Nottingham Forest (23,039) 7e d'Angleterre en 2024-2025 - Bologne FC (19,446) Vainqueur de la Coupe d'Italie 2024-2025 - AS Rome (104,500) 5e d'Italie en 2024-2025 - Real Betis (52,250) 6e d'Espagne en 2024-2025 - Celta de Vigo (18,890) 7e d'Espagne en 2024-2025, - VfB Stuttgart (17,266) Vainqueur de la Coupe d'Allemagne 2024-2025 - SC Fribourg (28,000) 5e d'Allemagne en 2024-2025 - LOSC Lille (66,000) 5e de France en 2024-2025 - Olympique lyonnais (43,750) 6e de France en 2024-2025 - Go Ahead Eagles (13,430) Vainqueur de la Coupe des Pays-Bas 2024-2025 - FC Porto (79,750) 3e du Portugal en 2024-2025 - Dinamo Zagreb (56,000) 2e de Croatie en 2024-2025, | - 5 champions repêchés des barrages de la Ligue des champions : - Ferencváros TC (39,000) ou Qarabağ FK (32,000) - Étoile rouge de Belgrade (44,000) ou Paphos FC (11,125) - FK Bodø/Glimt (49,000) ou Sturm Graz (23,000) - Celtic FC (38,000) ou Kaïrat Almaty (5,500) - FC Bâle (38,000) ou FC Copenhague (44,875) - 2 non-champions repêchés des barrages de la Ligue des champions : - Fenerbahçe SK (47,250) ou SL Benfica (87,750) - Rangers FC (71,250) ou Club Bruges (71,750) - 4 non-champions repêchés du 3e tour de qualification de la Ligue des champions : - RB Salzbourg (48,000) - Viktoria Plzeň (39,250) - OGC Nice (20,000) - Feyenoord Rotterdam (71,000) | - 5 champions repêchés des barrages de la Ligue des champions : - Ferencváros TC (39,000) ou Qarabağ FK (32,000) - Étoile rouge de Belgrade (44,000) ou Paphos FC (11,125) - FK Bodø/Glimt (49,000) ou Sturm Graz (23,000) - Celtic FC (38,000) ou Kaïrat Almaty (5,500) - FC Bâle (38,000) ou FC Copenhague (44,875) - 2 non-champions repêchés des barrages de la Ligue des champions : - Fenerbahçe SK (47,250) ou SL Benfica (87,750) - Rangers FC (71,250) ou Club Bruges (71,750) - 4 non-champions repêchés du 3e tour de qualification de la Ligue des champions : - RB Salzbourg (48,000) - Viktoria Plzeň (39,250) - OGC Nice (20,000) - Feyenoord Rotterdam (71,000) | - 5 champions repêchés des barrages de la Ligue des champions : - Ferencváros TC (39,000) ou Qarabağ FK (32,000) - Étoile rouge de Belgrade (44,000) ou Paphos FC (11,125) - FK Bodø/Glimt (49,000) ou Sturm Graz (23,000) - Celtic FC (38,000) ou Kaïrat Almaty (5,500) - FC Bâle (38,000) ou FC Copenhague (44,875) - 2 non-champions repêchés des barrages de la Ligue des champions : - Fenerbahçe SK (47,250) ou SL Benfica (87,750) - Rangers FC (71,250) ou Club Bruges (71,750) - 4 non-champions repêchés du 3e tour de qualification de la Ligue des champions : - RB Salzbourg (48,000) - Viktoria Plzeň (39,250) - OGC Nice (20,000) - Feyenoord Rotterdam (71,000) | - 5 champions repêchés des barrages de la Ligue des champions : - Ferencváros TC (39,000) ou Qarabağ FK (32,000) - Étoile rouge de Belgrade (44,000) ou Paphos FC (11,125) - FK Bodø/Glimt (49,000) ou Sturm Graz (23,000) - Celtic FC (38,000) ou Kaïrat Almaty (5,500) - FC Bâle (38,000) ou FC Copenhague (44,875) - 2 non-champions repêchés des barrages de la Ligue des champions : - Fenerbahçe SK (47,250) ou SL Benfica (87,750) - Rangers FC (71,250) ou Club Bruges (71,750) - 4 non-champions repêchés du 3e tour de qualification de la Ligue des champions : - RB Salzbourg (48,000) - Viktoria Plzeň (39,250) - OGC Nice (20,000) - Feyenoord Rotterdam (71,000) | - 5 champions repêchés des barrages de la Ligue des champions : - Ferencváros TC (39,000) ou Qarabağ FK (32,000) - Étoile rouge de Belgrade (44,000) ou Paphos FC (11,125) - FK Bodø/Glimt (49,000) ou Sturm Graz (23,000) - Celtic FC (38,000) ou Kaïrat Almaty (5,500) - FC Bâle (38,000) ou FC Copenhague (44,875) - 2 non-champions repêchés des barrages de la Ligue des champions : - Fenerbahçe SK (47,250) ou SL Benfica (87,750) - Rangers FC (71,250) ou Club Bruges (71,750) - 4 non-champions repêchés du 3e tour de qualification de la Ligue des champions : - RB Salzbourg (48,000) - Viktoria Plzeň (39,250) - OGC Nice (20,000) - Feyenoord Rotterdam (71,000) | - 5 champions repêchés des barrages de la Ligue des champions : - Ferencváros TC (39,000) ou Qarabağ FK (32,000) - Étoile rouge de Belgrade (44,000) ou Paphos FC (11,125) - FK Bodø/Glimt (49,000) ou Sturm Graz (23,000) - Celtic FC (38,000) ou Kaïrat Almaty (5,500) - FC Bâle (38,000) ou FC Copenhague (44,875) - 2 non-champions repêchés des barrages de la Ligue des champions : - Fenerbahçe SK (47,250) ou SL Benfica (87,750) - Rangers FC (71,250) ou Club Bruges (71,750) - 4 non-champions repêchés du 3e tour de qualification de la Ligue des champions : - RB Salzbourg (48,000) - Viktoria Plzeň (39,250) - OGC Nice (20,000) - Feyenoord Rotterdam (71,000) | - 5 champions repêchés des barrages de la Ligue des champions : - Ferencváros TC (39,000) ou Qarabağ FK (32,000) - Étoile rouge de Belgrade (44,000) ou Paphos FC (11,125) - FK Bodø/Glimt (49,000) ou Sturm Graz (23,000) - Celtic FC (38,000) ou Kaïrat Almaty (5,500) - FC Bâle (38,000) ou FC Copenhague (44,875) - 2 non-champions repêchés des barrages de la Ligue des champions : - Fenerbahçe SK (47,250) ou SL Benfica (87,750) - Rangers FC (71,250) ou Club Bruges (71,750) - 4 non-champions repêchés du 3e tour de qualification de la Ligue des champions : - RB Salzbourg (48,000) - Viktoria Plzeň (39,250) - OGC Nice (20,000) - Feyenoord Rotterdam (71,000) | - 5 champions repêchés des barrages de la Ligue des champions : - Ferencváros TC (39,000) ou Qarabağ FK (32,000) - Étoile rouge de Belgrade (44,000) ou Paphos FC (11,125) - FK Bodø/Glimt (49,000) ou Sturm Graz (23,000) - Celtic FC (38,000) ou Kaïrat Almaty (5,500) - FC Bâle (38,000) ou FC Copenhague (44,875) - 2 non-champions repêchés des barrages de la Ligue des champions : - Fenerbahçe SK (47,250) ou SL Benfica (87,750) - Rangers FC (71,250) ou Club Bruges (71,750) - 4 non-champions repêchés du 3e tour de qualification de la Ligue des champions : - RB Salzbourg (48,000) - Viktoria Plzeň (39,250) - OGC Nice (20,000) - Feyenoord Rotterdam (71,000) |
| Barrages | | | | | | | | | | | | | | | |
| - 6 champions repêchés du 3e tour de qualification de la Ligue des champions : - Malmö FF (14,500) - Slovan Bratislava (33,500) - Lech Poznań (19,000) - Ludogorets Razgrad (24,000) - Dynamo Kiev (23,500) - FK Shkëndija (7,500) | - 6 champions repêchés du 3e tour de qualification de la Ligue des champions : - Malmö FF (14,500) - Slovan Bratislava (33,500) - Lech Poznań (19,000) - Ludogorets Razgrad (24,000) - Dynamo Kiev (23,500) - FK Shkëndija (7,500) | - 6 champions repêchés du 3e tour de qualification de la Ligue des champions : - Malmö FF (14,500) - Slovan Bratislava (33,500) - Lech Poznań (19,000) - Ludogorets Razgrad (24,000) - Dynamo Kiev (23,500) - FK Shkëndija (7,500) | - 6 champions repêchés du 3e tour de qualification de la Ligue des champions : - Malmö FF (14,500) - Slovan Bratislava (33,500) - Lech Poznań (19,000) - Ludogorets Razgrad (24,000) - Dynamo Kiev (23,500) - FK Shkëndija (7,500) | - 6 champions repêchés du 3e tour de qualification de la Ligue des champions : - Malmö FF (14,500) - Slovan Bratislava (33,500) - Lech Poznań (19,000) - Ludogorets Razgrad (24,000) - Dynamo Kiev (23,500) - FK Shkëndija (7,500) | - 6 champions repêchés du 3e tour de qualification de la Ligue des champions : - Malmö FF (14,500) - Slovan Bratislava (33,500) - Lech Poznań (19,000) - Ludogorets Razgrad (24,000) - Dynamo Kiev (23,500) - FK Shkëndija (7,500) | - 6 champions repêchés du 3e tour de qualification de la Ligue des champions : - Malmö FF (14,500) - Slovan Bratislava (33,500) - Lech Poznań (19,000) - Ludogorets Razgrad (24,000) - Dynamo Kiev (23,500) - FK Shkëndija (7,500) | - 6 champions repêchés du 3e tour de qualification de la Ligue des champions : - Malmö FF (14,500) - Slovan Bratislava (33,500) - Lech Poznań (19,000) - Ludogorets Razgrad (24,000) - Dynamo Kiev (23,500) - FK Shkëndija (7,500) | - KRC Genk (11,370) Vainqueur de la phase régulière de Belgique en 2024-2025 - Samsunspor (8,780) 3e de Championnat de Turquie en 2024-2025 - Sigma Olomouc (8,820) Vainqueur de la Coupe de Tchéquie 2024-2025 - Aberdeen FC (9,500) Vainqueur de la Coupe d'Écosse 2024-2025 - BSC Young Boys (34,500) 3e de Suisse en 2024-2025 | - KRC Genk (11,370) Vainqueur de la phase régulière de Belgique en 2024-2025 - Samsunspor (8,780) 3e de Championnat de Turquie en 2024-2025 - Sigma Olomouc (8,820) Vainqueur de la Coupe de Tchéquie 2024-2025 - Aberdeen FC (9,500) Vainqueur de la Coupe d'Écosse 2024-2025 - BSC Young Boys (34,500) 3e de Suisse en 2024-2025 | - KRC Genk (11,370) Vainqueur de la phase régulière de Belgique en 2024-2025 - Samsunspor (8,780) 3e de Championnat de Turquie en 2024-2025 - Sigma Olomouc (8,820) Vainqueur de la Coupe de Tchéquie 2024-2025 - Aberdeen FC (9,500) Vainqueur de la Coupe d'Écosse 2024-2025 - BSC Young Boys (34,500) 3e de Suisse en 2024-2025 | - KRC Genk (11,370) Vainqueur de la phase régulière de Belgique en 2024-2025 - Samsunspor (8,780) 3e de Championnat de Turquie en 2024-2025 - Sigma Olomouc (8,820) Vainqueur de la Coupe de Tchéquie 2024-2025 - Aberdeen FC (9,500) Vainqueur de la Coupe d'Écosse 2024-2025 - BSC Young Boys (34,500) 3e de Suisse en 2024-2025 | - KRC Genk (11,370) Vainqueur de la phase régulière de Belgique en 2024-2025 - Samsunspor (8,780) 3e de Championnat de Turquie en 2024-2025 - Sigma Olomouc (8,820) Vainqueur de la Coupe de Tchéquie 2024-2025 - Aberdeen FC (9,500) Vainqueur de la Coupe d'Écosse 2024-2025 - BSC Young Boys (34,500) 3e de Suisse en 2024-2025 | - KRC Genk (11,370) Vainqueur de la phase régulière de Belgique en 2024-2025 - Samsunspor (8,780) 3e de Championnat de Turquie en 2024-2025 - Sigma Olomouc (8,820) Vainqueur de la Coupe de Tchéquie 2024-2025 - Aberdeen FC (9,500) Vainqueur de la Coupe d'Écosse 2024-2025 - BSC Young Boys (34,500) 3e de Suisse en 2024-2025 | - KRC Genk (11,370) Vainqueur de la phase régulière de Belgique en 2024-2025 - Samsunspor (8,780) 3e de Championnat de Turquie en 2024-2025 - Sigma Olomouc (8,820) Vainqueur de la Coupe de Tchéquie 2024-2025 - Aberdeen FC (9,500) Vainqueur de la Coupe d'Écosse 2024-2025 - BSC Young Boys (34,500) 3e de Suisse en 2024-2025 | - KRC Genk (11,370) Vainqueur de la phase régulière de Belgique en 2024-2025 - Samsunspor (8,780) 3e de Championnat de Turquie en 2024-2025 - Sigma Olomouc (8,820) Vainqueur de la Coupe de Tchéquie 2024-2025 - Aberdeen FC (9,500) Vainqueur de la Coupe d'Écosse 2024-2025 - BSC Young Boys (34,500) 3e de Suisse en 2024-2025 |
| Troisième tour de qualification | | | | | | | | | | | | | | | |
| Voie des champions - 12 champions repêchés du 2e tour de qualification de la Ligue des champions : - FK RFS (11,000) - Hamrun Spartans (6,000) - Maccabi Tel Aviv (37,500) - Lincoln Red Imps (10,000) - FC Noah (5,000) - Breiðablik (9,000) - KF Drita (9,000) - HNK Rijeka (12,000) - FCSB (22,500) - HŠK Zrinjski Mostar (10,000) - Shelbourne FC (2,993) - KuPS (10,000) | Voie des champions - 12 champions repêchés du 2e tour de qualification de la Ligue des champions : - FK RFS (11,000) - Hamrun Spartans (6,000) - Maccabi Tel Aviv (37,500) - Lincoln Red Imps (10,000) - FC Noah (5,000) - Breiðablik (9,000) - KF Drita (9,000) - HNK Rijeka (12,000) - FCSB (22,500) - HŠK Zrinjski Mostar (10,000) - Shelbourne FC (2,993) - KuPS (10,000) | Voie des champions - 12 champions repêchés du 2e tour de qualification de la Ligue des champions : - FK RFS (11,000) - Hamrun Spartans (6,000) - Maccabi Tel Aviv (37,500) - Lincoln Red Imps (10,000) - FC Noah (5,000) - Breiðablik (9,000) - KF Drita (9,000) - HNK Rijeka (12,000) - FCSB (22,500) - HŠK Zrinjski Mostar (10,000) - Shelbourne FC (2,993) - KuPS (10,000) | Voie des champions - 12 champions repêchés du 2e tour de qualification de la Ligue des champions : - FK RFS (11,000) - Hamrun Spartans (6,000) - Maccabi Tel Aviv (37,500) - Lincoln Red Imps (10,000) - FC Noah (5,000) - Breiðablik (9,000) - KF Drita (9,000) - HNK Rijeka (12,000) - FCSB (22,500) - HŠK Zrinjski Mostar (10,000) - Shelbourne FC (2,993) - KuPS (10,000) | Voie des champions - 12 champions repêchés du 2e tour de qualification de la Ligue des champions : - FK RFS (11,000) - Hamrun Spartans (6,000) - Maccabi Tel Aviv (37,500) - Lincoln Red Imps (10,000) - FC Noah (5,000) - Breiðablik (9,000) - KF Drita (9,000) - HNK Rijeka (12,000) - FCSB (22,500) - HŠK Zrinjski Mostar (10,000) - Shelbourne FC (2,993) - KuPS (10,000) | Voie des champions - 12 champions repêchés du 2e tour de qualification de la Ligue des champions : - FK RFS (11,000) - Hamrun Spartans (6,000) - Maccabi Tel Aviv (37,500) - Lincoln Red Imps (10,000) - FC Noah (5,000) - Breiðablik (9,000) - KF Drita (9,000) - HNK Rijeka (12,000) - FCSB (22,500) - HŠK Zrinjski Mostar (10,000) - Shelbourne FC (2,993) - KuPS (10,000) | Voie des champions - 12 champions repêchés du 2e tour de qualification de la Ligue des champions : - FK RFS (11,000) - Hamrun Spartans (6,000) - Maccabi Tel Aviv (37,500) - Lincoln Red Imps (10,000) - FC Noah (5,000) - Breiðablik (9,000) - KF Drita (9,000) - HNK Rijeka (12,000) - FCSB (22,500) - HŠK Zrinjski Mostar (10,000) - Shelbourne FC (2,993) - KuPS (10,000) | Voie des champions - 12 champions repêchés du 2e tour de qualification de la Ligue des champions : - FK RFS (11,000) - Hamrun Spartans (6,000) - Maccabi Tel Aviv (37,500) - Lincoln Red Imps (10,000) - FC Noah (5,000) - Breiðablik (9,000) - KF Drita (9,000) - HNK Rijeka (12,000) - FCSB (22,500) - HŠK Zrinjski Mostar (10,000) - Shelbourne FC (2,993) - KuPS (10,000) | Voie principale - 3 non-champions repêchés du 2e tour de qualification de la Ligue des champions : - SK Brann (7,937) - Servette FC (11,500) - Panathinaïkós (16,000) - Wolfsberger AC (9,500) Vainqueur de la Coupe d'Autriche 2024-2025 - Fredrikstad FK (7,937) Vainqueur de la Coupe de Norvège 2024 - PAOK Salonique (42,250) 3e de Grèce en 2024-2025 | Voie principale - 3 non-champions repêchés du 2e tour de qualification de la Ligue des champions : - SK Brann (7,937) - Servette FC (11,500) - Panathinaïkós (16,000) - Wolfsberger AC (9,500) Vainqueur de la Coupe d'Autriche 2024-2025 - Fredrikstad FK (7,937) Vainqueur de la Coupe de Norvège 2024 - PAOK Salonique (42,250) 3e de Grèce en 2024-2025 | Voie principale - 3 non-champions repêchés du 2e tour de qualification de la Ligue des champions : - SK Brann (7,937) - Servette FC (11,500) - Panathinaïkós (16,000) - Wolfsberger AC (9,500) Vainqueur de la Coupe d'Autriche 2024-2025 - Fredrikstad FK (7,937) Vainqueur de la Coupe de Norvège 2024 - PAOK Salonique (42,250) 3e de Grèce en 2024-2025 | Voie principale - 3 non-champions repêchés du 2e tour de qualification de la Ligue des champions : - SK Brann (7,937) - Servette FC (11,500) - Panathinaïkós (16,000) - Wolfsberger AC (9,500) Vainqueur de la Coupe d'Autriche 2024-2025 - Fredrikstad FK (7,937) Vainqueur de la Coupe de Norvège 2024 - PAOK Salonique (42,250) 3e de Grèce en 2024-2025 | Voie principale - 3 non-champions repêchés du 2e tour de qualification de la Ligue des champions : - SK Brann (7,937) - Servette FC (11,500) - Panathinaïkós (16,000) - Wolfsberger AC (9,500) Vainqueur de la Coupe d'Autriche 2024-2025 - Fredrikstad FK (7,937) Vainqueur de la Coupe de Norvège 2024 - PAOK Salonique (42,250) 3e de Grèce en 2024-2025 | Voie principale - 3 non-champions repêchés du 2e tour de qualification de la Ligue des champions : - SK Brann (7,937) - Servette FC (11,500) - Panathinaïkós (16,000) - Wolfsberger AC (9,500) Vainqueur de la Coupe d'Autriche 2024-2025 - Fredrikstad FK (7,937) Vainqueur de la Coupe de Norvège 2024 - PAOK Salonique (42,250) 3e de Grèce en 2024-2025 | Voie principale - 3 non-champions repêchés du 2e tour de qualification de la Ligue des champions : - SK Brann (7,937) - Servette FC (11,500) - Panathinaïkós (16,000) - Wolfsberger AC (9,500) Vainqueur de la Coupe d'Autriche 2024-2025 - Fredrikstad FK (7,937) Vainqueur de la Coupe de Norvège 2024 - PAOK Salonique (42,250) 3e de Grèce en 2024-2025 | Voie principale - 3 non-champions repêchés du 2e tour de qualification de la Ligue des champions : - SK Brann (7,937) - Servette FC (11,500) - Panathinaïkós (16,000) - Wolfsberger AC (9,500) Vainqueur de la Coupe d'Autriche 2024-2025 - Fredrikstad FK (7,937) Vainqueur de la Coupe de Norvège 2024 - PAOK Salonique (42,250) 3e de Grèce en 2024-2025 |
| Deuxième tour de qualification | | | | | | | | | | | | | | | |
| - FC Utrecht (13,430) 4e des Pays-Bas en 2024-2025 - SC Braga (46,000) 4e du Portugal en 2024-2025 - RSC Anderlecht (28,250) 4e de Belgique en 2024-2025 - Beşiktaş JK (15,000) 4e de Turquie en 2024-2025 | - FC Utrecht (13,430) 4e des Pays-Bas en 2024-2025 - SC Braga (46,000) 4e du Portugal en 2024-2025 - RSC Anderlecht (28,250) 4e de Belgique en 2024-2025 - Beşiktaş JK (15,000) 4e de Turquie en 2024-2025 | - FC Utrecht (13,430) 4e des Pays-Bas en 2024-2025 - SC Braga (46,000) 4e du Portugal en 2024-2025 - RSC Anderlecht (28,250) 4e de Belgique en 2024-2025 - Beşiktaş JK (15,000) 4e de Turquie en 2024-2025 | - FC Utrecht (13,430) 4e des Pays-Bas en 2024-2025 - SC Braga (46,000) 4e du Portugal en 2024-2025 - RSC Anderlecht (28,250) 4e de Belgique en 2024-2025 - Beşiktaş JK (15,000) 4e de Turquie en 2024-2025 | - FC Utrecht (13,430) 4e des Pays-Bas en 2024-2025 - SC Braga (46,000) 4e du Portugal en 2024-2025 - RSC Anderlecht (28,250) 4e de Belgique en 2024-2025 - Beşiktaş JK (15,000) 4e de Turquie en 2024-2025 | - FC Utrecht (13,430) 4e des Pays-Bas en 2024-2025 - SC Braga (46,000) 4e du Portugal en 2024-2025 - RSC Anderlecht (28,250) 4e de Belgique en 2024-2025 - Beşiktaş JK (15,000) 4e de Turquie en 2024-2025 | - FC Utrecht (13,430) 4e des Pays-Bas en 2024-2025 - SC Braga (46,000) 4e du Portugal en 2024-2025 - RSC Anderlecht (28,250) 4e de Belgique en 2024-2025 - Beşiktaş JK (15,000) 4e de Turquie en 2024-2025 | - FC Utrecht (13,430) 4e des Pays-Bas en 2024-2025 - SC Braga (46,000) 4e du Portugal en 2024-2025 - RSC Anderlecht (28,250) 4e de Belgique en 2024-2025 - Beşiktaş JK (15,000) 4e de Turquie en 2024-2025 | - Banik Ostrava (8,820) 3e de Tchéquie en 2024-2025 - Hibernian FC (7,110) 3e d'Écosse en 2024-2025 - FC Lugano (19,250) 4e de Suisse en 2024-2025 - FC Midtjylland (32,250) 2e du Danemark en 2024-2025, | - Banik Ostrava (8,820) 3e de Tchéquie en 2024-2025 - Hibernian FC (7,110) 3e d'Écosse en 2024-2025 - FC Lugano (19,250) 4e de Suisse en 2024-2025 - FC Midtjylland (32,250) 2e du Danemark en 2024-2025, | - Banik Ostrava (8,820) 3e de Tchéquie en 2024-2025 - Hibernian FC (7,110) 3e d'Écosse en 2024-2025 - FC Lugano (19,250) 4e de Suisse en 2024-2025 - FC Midtjylland (32,250) 2e du Danemark en 2024-2025, | - Banik Ostrava (8,820) 3e de Tchéquie en 2024-2025 - Hibernian FC (7,110) 3e d'Écosse en 2024-2025 - FC Lugano (19,250) 4e de Suisse en 2024-2025 - FC Midtjylland (32,250) 2e du Danemark en 2024-2025, | - Banik Ostrava (8,820) 3e de Tchéquie en 2024-2025 - Hibernian FC (7,110) 3e d'Écosse en 2024-2025 - FC Lugano (19,250) 4e de Suisse en 2024-2025 - FC Midtjylland (32,250) 2e du Danemark en 2024-2025, | - Banik Ostrava (8,820) 3e de Tchéquie en 2024-2025 - Hibernian FC (7,110) 3e d'Écosse en 2024-2025 - FC Lugano (19,250) 4e de Suisse en 2024-2025 - FC Midtjylland (32,250) 2e du Danemark en 2024-2025, | - Banik Ostrava (8,820) 3e de Tchéquie en 2024-2025 - Hibernian FC (7,110) 3e d'Écosse en 2024-2025 - FC Lugano (19,250) 4e de Suisse en 2024-2025 - FC Midtjylland (32,250) 2e du Danemark en 2024-2025, | - Banik Ostrava (8,820) 3e de Tchéquie en 2024-2025 - Hibernian FC (7,110) 3e d'Écosse en 2024-2025 - FC Lugano (19,250) 4e de Suisse en 2024-2025 - FC Midtjylland (32,250) 2e du Danemark en 2024-2025, |
| Premier tour de qualification | | | | | | | | | | | | | | | |
| - Hapoël Beer-Sheva (16,500) Vainqueur de la Coupe d'Israël 2024-2025 - Chakhtar Donetsk (52,000) Vainqueur de la Coupe d'Ukraine 2024-2025 - Partizan Belgrade (22,000) 2e de Serbie en 2024-2025 - Legia Varsovie (31,000) Vainqueur de la Coupe de Pologne 2024-2025 - AEK Larnaca (7,500) Vainqueur de la Coupe de Chypre 2024-2025 - Paksi FC (4,800) Vainqueur de la Coupe de Hongrie 2024-2025 - BK Häcken (7,000) Vainqueur de la Coupe de Suède 2024-2025 - CFR Cluj (19,000) Vainqueur de la Coupe de Roumanie 2024-2025 | - Hapoël Beer-Sheva (16,500) Vainqueur de la Coupe d'Israël 2024-2025 - Chakhtar Donetsk (52,000) Vainqueur de la Coupe d'Ukraine 2024-2025 - Partizan Belgrade (22,000) 2e de Serbie en 2024-2025 - Legia Varsovie (31,000) Vainqueur de la Coupe de Pologne 2024-2025 - AEK Larnaca (7,500) Vainqueur de la Coupe de Chypre 2024-2025 - Paksi FC (4,800) Vainqueur de la Coupe de Hongrie 2024-2025 - BK Häcken (7,000) Vainqueur de la Coupe de Suède 2024-2025 - CFR Cluj (19,000) Vainqueur de la Coupe de Roumanie 2024-2025 | - Hapoël Beer-Sheva (16,500) Vainqueur de la Coupe d'Israël 2024-2025 - Chakhtar Donetsk (52,000) Vainqueur de la Coupe d'Ukraine 2024-2025 - Partizan Belgrade (22,000) 2e de Serbie en 2024-2025 - Legia Varsovie (31,000) Vainqueur de la Coupe de Pologne 2024-2025 - AEK Larnaca (7,500) Vainqueur de la Coupe de Chypre 2024-2025 - Paksi FC (4,800) Vainqueur de la Coupe de Hongrie 2024-2025 - BK Häcken (7,000) Vainqueur de la Coupe de Suède 2024-2025 - CFR Cluj (19,000) Vainqueur de la Coupe de Roumanie 2024-2025 | - Hapoël Beer-Sheva (16,500) Vainqueur de la Coupe d'Israël 2024-2025 - Chakhtar Donetsk (52,000) Vainqueur de la Coupe d'Ukraine 2024-2025 - Partizan Belgrade (22,000) 2e de Serbie en 2024-2025 - Legia Varsovie (31,000) Vainqueur de la Coupe de Pologne 2024-2025 - AEK Larnaca (7,500) Vainqueur de la Coupe de Chypre 2024-2025 - Paksi FC (4,800) Vainqueur de la Coupe de Hongrie 2024-2025 - BK Häcken (7,000) Vainqueur de la Coupe de Suède 2024-2025 - CFR Cluj (19,000) Vainqueur de la Coupe de Roumanie 2024-2025 | - Hapoël Beer-Sheva (16,500) Vainqueur de la Coupe d'Israël 2024-2025 - Chakhtar Donetsk (52,000) Vainqueur de la Coupe d'Ukraine 2024-2025 - Partizan Belgrade (22,000) 2e de Serbie en 2024-2025 - Legia Varsovie (31,000) Vainqueur de la Coupe de Pologne 2024-2025 - AEK Larnaca (7,500) Vainqueur de la Coupe de Chypre 2024-2025 - Paksi FC (4,800) Vainqueur de la Coupe de Hongrie 2024-2025 - BK Häcken (7,000) Vainqueur de la Coupe de Suède 2024-2025 - CFR Cluj (19,000) Vainqueur de la Coupe de Roumanie 2024-2025 | - Hapoël Beer-Sheva (16,500) Vainqueur de la Coupe d'Israël 2024-2025 - Chakhtar Donetsk (52,000) Vainqueur de la Coupe d'Ukraine 2024-2025 - Partizan Belgrade (22,000) 2e de Serbie en 2024-2025 - Legia Varsovie (31,000) Vainqueur de la Coupe de Pologne 2024-2025 - AEK Larnaca (7,500) Vainqueur de la Coupe de Chypre 2024-2025 - Paksi FC (4,800) Vainqueur de la Coupe de Hongrie 2024-2025 - BK Häcken (7,000) Vainqueur de la Coupe de Suède 2024-2025 - CFR Cluj (19,000) Vainqueur de la Coupe de Roumanie 2024-2025 | - Hapoël Beer-Sheva (16,500) Vainqueur de la Coupe d'Israël 2024-2025 - Chakhtar Donetsk (52,000) Vainqueur de la Coupe d'Ukraine 2024-2025 - Partizan Belgrade (22,000) 2e de Serbie en 2024-2025 - Legia Varsovie (31,000) Vainqueur de la Coupe de Pologne 2024-2025 - AEK Larnaca (7,500) Vainqueur de la Coupe de Chypre 2024-2025 - Paksi FC (4,800) Vainqueur de la Coupe de Hongrie 2024-2025 - BK Häcken (7,000) Vainqueur de la Coupe de Suède 2024-2025 - CFR Cluj (19,000) Vainqueur de la Coupe de Roumanie 2024-2025 | - Hapoël Beer-Sheva (16,500) Vainqueur de la Coupe d'Israël 2024-2025 - Chakhtar Donetsk (52,000) Vainqueur de la Coupe d'Ukraine 2024-2025 - Partizan Belgrade (22,000) 2e de Serbie en 2024-2025 - Legia Varsovie (31,000) Vainqueur de la Coupe de Pologne 2024-2025 - AEK Larnaca (7,500) Vainqueur de la Coupe de Chypre 2024-2025 - Paksi FC (4,800) Vainqueur de la Coupe de Hongrie 2024-2025 - BK Häcken (7,000) Vainqueur de la Coupe de Suède 2024-2025 - CFR Cluj (19,000) Vainqueur de la Coupe de Roumanie 2024-2025 | - Levski Sofia (4,500) 2e de Championnat de Bulgarie en 2024-2025 - Sabah FC (4.000) Vainqueur de la Coupe d'Azerbaïdjan 2024-2025 - Spartak Trnava (8,500) Vainqueur de la Coupe de Slovaquie 2024-2025 - NK Celje (14,000) Vainqueur de la Coupe de Slovénie 2024-2025 - Sheriff Tiraspol (20,000) Vainqueur de la Coupe de Moldavie 2024-2025 - FC Pristina (2,500) Vainqueur de la Coupe du Kosovo 2024-2025 - FK Aktobe (3,000) Vainqueur de la Coupe du Kazakhstan 2024 - FC Ilves (3,000) 2e de Finlande en 2024, | - Levski Sofia (4,500) 2e de Championnat de Bulgarie en 2024-2025 - Sabah FC (4.000) Vainqueur de la Coupe d'Azerbaïdjan 2024-2025 - Spartak Trnava (8,500) Vainqueur de la Coupe de Slovaquie 2024-2025 - NK Celje (14,000) Vainqueur de la Coupe de Slovénie 2024-2025 - Sheriff Tiraspol (20,000) Vainqueur de la Coupe de Moldavie 2024-2025 - FC Pristina (2,500) Vainqueur de la Coupe du Kosovo 2024-2025 - FK Aktobe (3,000) Vainqueur de la Coupe du Kazakhstan 2024 - FC Ilves (3,000) 2e de Finlande en 2024, | - Levski Sofia (4,500) 2e de Championnat de Bulgarie en 2024-2025 - Sabah FC (4.000) Vainqueur de la Coupe d'Azerbaïdjan 2024-2025 - Spartak Trnava (8,500) Vainqueur de la Coupe de Slovaquie 2024-2025 - NK Celje (14,000) Vainqueur de la Coupe de Slovénie 2024-2025 - Sheriff Tiraspol (20,000) Vainqueur de la Coupe de Moldavie 2024-2025 - FC Pristina (2,500) Vainqueur de la Coupe du Kosovo 2024-2025 - FK Aktobe (3,000) Vainqueur de la Coupe du Kazakhstan 2024 - FC Ilves (3,000) 2e de Finlande en 2024, | - Levski Sofia (4,500) 2e de Championnat de Bulgarie en 2024-2025 - Sabah FC (4.000) Vainqueur de la Coupe d'Azerbaïdjan 2024-2025 - Spartak Trnava (8,500) Vainqueur de la Coupe de Slovaquie 2024-2025 - NK Celje (14,000) Vainqueur de la Coupe de Slovénie 2024-2025 - Sheriff Tiraspol (20,000) Vainqueur de la Coupe de Moldavie 2024-2025 - FC Pristina (2,500) Vainqueur de la Coupe du Kosovo 2024-2025 - FK Aktobe (3,000) Vainqueur de la Coupe du Kazakhstan 2024 - FC Ilves (3,000) 2e de Finlande en 2024, | - Levski Sofia (4,500) 2e de Championnat de Bulgarie en 2024-2025 - Sabah FC (4.000) Vainqueur de la Coupe d'Azerbaïdjan 2024-2025 - Spartak Trnava (8,500) Vainqueur de la Coupe de Slovaquie 2024-2025 - NK Celje (14,000) Vainqueur de la Coupe de Slovénie 2024-2025 - Sheriff Tiraspol (20,000) Vainqueur de la Coupe de Moldavie 2024-2025 - FC Pristina (2,500) Vainqueur de la Coupe du Kosovo 2024-2025 - FK Aktobe (3,000) Vainqueur de la Coupe du Kazakhstan 2024 - FC Ilves (3,000) 2e de Finlande en 2024, | - Levski Sofia (4,500) 2e de Championnat de Bulgarie en 2024-2025 - Sabah FC (4.000) Vainqueur de la Coupe d'Azerbaïdjan 2024-2025 - Spartak Trnava (8,500) Vainqueur de la Coupe de Slovaquie 2024-2025 - NK Celje (14,000) Vainqueur de la Coupe de Slovénie 2024-2025 - Sheriff Tiraspol (20,000) Vainqueur de la Coupe de Moldavie 2024-2025 - FC Pristina (2,500) Vainqueur de la Coupe du Kosovo 2024-2025 - FK Aktobe (3,000) Vainqueur de la Coupe du Kazakhstan 2024 - FC Ilves (3,000) 2e de Finlande en 2024, | - Levski Sofia (4,500) 2e de Championnat de Bulgarie en 2024-2025 - Sabah FC (4.000) Vainqueur de la Coupe d'Azerbaïdjan 2024-2025 - Spartak Trnava (8,500) Vainqueur de la Coupe de Slovaquie 2024-2025 - NK Celje (14,000) Vainqueur de la Coupe de Slovénie 2024-2025 - Sheriff Tiraspol (20,000) Vainqueur de la Coupe de Moldavie 2024-2025 - FC Pristina (2,500) Vainqueur de la Coupe du Kosovo 2024-2025 - FK Aktobe (3,000) Vainqueur de la Coupe du Kazakhstan 2024 - FC Ilves (3,000) 2e de Finlande en 2024, | - Levski Sofia (4,500) 2e de Championnat de Bulgarie en 2024-2025 - Sabah FC (4.000) Vainqueur de la Coupe d'Azerbaïdjan 2024-2025 - Spartak Trnava (8,500) Vainqueur de la Coupe de Slovaquie 2024-2025 - NK Celje (14,000) Vainqueur de la Coupe de Slovénie 2024-2025 - Sheriff Tiraspol (20,000) Vainqueur de la Coupe de Moldavie 2024-2025 - FC Pristina (2,500) Vainqueur de la Coupe du Kosovo 2024-2025 - FK Aktobe (3,000) Vainqueur de la Coupe du Kazakhstan 2024 - FC Ilves (3,000) 2e de Finlande en 2024, |

## Calendrier
| Nom                                                                             | Tirage au sort    | Date aller                                                                                       | Date retour                                                                                      |
| ------------------------------------------------------------------------------- | ----------------- | ------------------------------------------------------------------------------------------------ | ------------------------------------------------------------------------------------------------ |
| Phase qualificative (2025)                                                      |                   |                                                                                                  |                                                                                                  |
| Premier tour de qualification                                                   | 17 juin à Nyon    | 10 juillet                                                                                       | 17 juillet                                                                                       |
| Deuxième tour de qualification                                                  | 18 juin à Nyon    | 24 juillet                                                                                       | 31 juillet                                                                                       |
| Troisième tour de qualification                                                 | 21 juillet à Nyon | 7 août                                                                                           | 14 août                                                                                          |
| Barrages                                                                        | 4 août à Nyon     | 21 août                                                                                          | 28 août                                                                                          |
| Phase de ligue (2025 - 2026)                                                    |                   |                                                                                                  |                                                                                                  |
| Journée 1 Journée 2 Journée 3 Journée 4 Journée 5 Journée 6 Journée 7 Journée 8 | 29 août à Monaco  | 24 et 25 septembre 2 octobre 23 octobre 6 novembre 27 novembre 11 décembre 22 janvier 29 janvier | 24 et 25 septembre 2 octobre 23 octobre 6 novembre 27 novembre 11 décembre 22 janvier 29 janvier |
| Phase à élimination directe (2026)                                              |                   |                                                                                                  |                                                                                                  |
| Barrages                                                                        | 30 janvier        | 19 février                                                                                       | 26 février                                                                                       |
| Huitièmes de finale                                                             | 27 février        | 12 mars                                                                                          | 19 mars                                                                                          |
| Quarts de finale                                                                | 27 février        | 9 avril                                                                                          | 16 avril                                                                                         |
| Demi-finale                                                                     | 27 février        | 30 avril                                                                                         | 7 mai                                                                                            |
| Finale                                                                          | 27 février        | 20 mai 2026 à Istanbul                                                                           | 20 mai 2026 à Istanbul                                                                           |

## Phase qualificative

### Premier tour de qualification
Ce tour concerne les seize vainqueurs de coupe nationale des associations classées entre la 17e et la 33e place au classement UEFA. Les huit vainqueurs de ce tour se qualifient pour le deuxième tour de qualification tandis que les huit perdants sont reversés au deuxième tour de qualification de la Ligue Conférence.
Le tirage au sort a lieu le 17 juin 2025.
| Équipe           | Aller           | Total             | Retour          | Équipe            |
| Voie principale  | Voie principale | Voie principale   | Voie principale | Voie principale   |
| ---------------- | --------------- | ----------------- | --------------- | ----------------- |
| Chakhtar Donetsk | 6 - 0           | 6 - 0             | 0 - 0           | FC Ilves          |
| Sheriff Tiraspol | 4 - 0           | 5 - 2             | 1 - 2           | FC Pristina       |
| Spartak Trnava   | 0 - 1           | 2 - 3             | 2 - 2           | BK Häcken         |
| Sabah FC         | 2 - 3           | 5 - 6             | 3 - 3ap         | NK Celje          |
| Legia Varsovie   | 1 - 0           | 2 - 0             | 1 - 0           | FK Aktobe         |
| Levski Sofia     | 0 - 0           | 1 - 1 (3 - 1 tab) | 1 - 1ap         | Hapoël Beer-Sheva |
| AEK Larnaca      | 1 - 0           | 2 - 2 (6 - 5 tab) | 1 - 2ap         | Partizan Belgrade |
| Paksi FC         | 0 - 0           | 0 - 3             | 0 - 3           | CFR Cluj          |

### Deuxième tour de qualification
Ce tour concerne le vainqueur de coupe nationale de l'association classée à la 16e place au classement UEFA, les troisièmes des associations classées entre la 7e et la 12e place au classement UEFA ainsi que du quatrième de l'association classée à la 6e place, auxquels s'ajoutent les huit vainqueurs du premier tour.
Les huit vainqueurs de ce tour se qualifient pour le troisième tour de qualification tandis que les huit perdants sont reversés au troisième tour de qualification de la Ligue Conférence.
Le tirage au sort a lieu le 18 juin 2025.
| Équipe           | Aller           | Total             | Retour          | Équipe           |
| Voie principale  | Voie principale | Voie principale   | Voie principale | Voie principale  |
| ---------------- | --------------- | ----------------- | --------------- | ---------------- |
| FC Lugano        | 0 - 0           | 0 - 1             | 0 - 1 ap        | CFR Cluj         |
| NK Celje         | 1 - 1           | 2 - 3             | 1 - 2           | AEK Larnaca      |
| Levski Sofia     | 0 - 0           | 0 - 1             | 0 - 1 ap        | SC Braga         |
| Banik Ostrava    | 2 - 2           | 3 - 4             | 1 - 2           | Legia Varsovie   |
| RSC Anderlecht   | 1 - 0           | 2 - 2 (2 - 4 tab) | 1 - 2 ap        | BK Häcken        |
| Sheriff Tiraspol | 1 - 3           | 2 - 7             | 1 - 4           | FC Utrecht       |
| FC Midtjylland   | 1 - 1           | 3 - 2             | 2 - 1 ap        | Hibernian FC     |
| Beşiktaş JK      | 2 - 4           | 2 - 6             | 0 - 2           | Chakhtar Donetsk |

### Troisième tour de qualification
La phase qualificative se divise à ce moment-là en deux voies distinctes : la voie des Champions réservée aux champions nationaux et la voie principale. Les treize vainqueurs de ce tour se qualifient pour les barrages et les treize perdants sont reversés en barrages de la Ligue Conférence.
Voie des Champions
Ce tour voit l'entrée en lice des douze perdants de la voie des Champions du deuxième tour de qualification de la Ligue des champions.
| Équipe              | Aller              | Total              | Retour             | Équipe             |
| Voie des Champions  | Voie des Champions | Voie des Champions | Voie des Champions | Voie des Champions |
| ------------------- | ------------------ | ------------------ | ------------------ | ------------------ |
| Lincoln Red Imps    | 1 - 1              | 1 - 1 (6 - 5 tab)  | 0 - 0 ap           | FC Noah            |
| HNK Rijeka          | 1 - 2              | 4 - 3              | 3 - 1              | Shelbourne FC      |
| FK RFS              | 1 - 2              | 1 - 3              | 0 - 1              | KuPS               |
| Hamrun Spartans     | 1 - 2              | 2 - 5              | 1 - 3              | Maccabi Tel Aviv   |
| HŠK Zrinjski Mostar | 1 - 1              | 3 - 2              | 2 - 1              | Breiðablik         |
| FCSB                | 3 - 2              | 6 - 3              | 3 - 1              | KF Drita           |

Voie principale
Elle voit l'entrée des trois vainqueurs des Coupes nationales des associations classées de la 13e à la 15e place au classement UEFA, auxquels s'ajoutent les huit vainqueurs du deuxième tour ainsi que les trois perdants du deuxième tour de qualification de la voie de la Ligue de la Ligue des champions, pour un total de quatorze équipes.
| Équipe          | Aller           | Total             | Retour          | Équipe           |
| Voie principale | Voie principale | Voie principale   | Voie principale | Voie principale  |
| --------------- | --------------- | ----------------- | --------------- | ---------------- |
| AEK Larnaca     | 4 - 1           | 5 - 3             | 1 - 2           | Legia Varsovie   |
| Fredrikstad FK  | 1 - 3           | 1 - 5             | 0 - 2           | FC Midtjylland   |
| CFR Cluj        | 1 - 2           | 1 - 4             | 0 - 2           | SC Braga         |
| PAOK Salonique  | 0 - 0           | 1 - 0             | 1 - 0 ap        | Wolfsberger AC   |
| Servette FC     | 1 - 3           | 2 - 5             | 1 - 2           | FC Utrecht       |
| BK Häcken       | 0 - 2           | 1 - 2             | 1 - 0           | SK Brann         |
| Panathinaïkós   | 0 - 0           | 0 - 0 (4 - 3 tab) | 0 - 0 ap        | Chakhtar Donetsk |

### Barrages
Il n'y a plus de séparation entre champions et non-champions lors de ce tour.
Ce tour voit l'entrée en lice des cinq vainqueurs des Coupe nationales des associations classées de la 8e à la 12e place au classement UEFA, auxquels s'ajoutent les treize vainqueurs du troisième tour de qualification et les six perdants du troisième tour de qualification de la voie des Champions de la Ligue des champions. 
Les douze vainqueurs de ce tour se qualifient pour la phase de ligue de la Ligue Europa tandis que les douze perdants sont reversés en phase de ligue de la Ligue Conférence.
| Équipe              | Aller | Total | Retour | Équipe             |
| ------------------- | ----- | ----- | ------ | ------------------ |
| Maccabi Tel Aviv    | -     | -     | -      | Dynamo Kiev        |
| FK Shkëndija        | -     | -     | -      | Ludogorets Razgrad |
| Slovan Bratislava   | -     | -     | -      | BSC Young Boys     |
| Malmö FF            | -     | -     | -      | Sigma Olomouc      |
| Panathinaïkós       | -     | -     | -      | Samsunspor         |
| Aberdeen FC         | -     | -     | -      | FCSB               |
| Lech Poznań         | -     | -     | -      | KRC Genk           |
| FC Midtjylland      | -     | -     | -      | KuPS               |
| Lincoln Red Imps    | -     | -     | -      | SC Braga           |
| HŠK Zrinjski Mostar | -     | -     | -      | FC Utrecht         |
| SK Brann            | -     | -     | -      | AEK Larnaca        |
| HNK Rijeka          | -     | -     | -      | PAOK Salonique     |

## Phase de ligue

### Format et tirage au sort
Le tirage au sort a lieu en août 2025. Les trente-six équipes participantes sont réparties dans quatre chapeaux de neuf équipes sur la base de leur coefficient UEFA en 2025. Chaque équipe affronte sur un seul match deux équipes de chaque chapeau (y compris son propre chapeau), soit au total huit adversaires différents (quatre matches à domicile et quatre matches à l'extérieur).

#### Chapeaux du tirage au sort
| Chapeau 1           | Chapeau 1 | Chapeau 2          | Chapeau 2 | Chapeau 3 | Chapeau 3 | Chapeau 4 | Chapeau 4 |
| ------------------- | --------- | ------------------ | --------- | --------- | --------- | --------- | --------- |
| AS Rome             | 104,500   | Olympique lyonnais | 43,750    | …         | …         | …         | …         |
| FC Porto            | 79,750    | Viktoria Plzeň     | 39,250    | …         | …         | …         | …         |
| Feyenoord Rotterdam | 71,000    | …                  | …         | …         | …         | …         | …         |
| LOSC Lille          | 66,000    | …                  | …         | …         | …         | …         | …         |
| Dinamo Zagreb       | 56,000    | …                  | …         | …         | …         | …         | …         |
| Real Betis          | 52,250    | …                  | …         | …         | …         | …         | …         |
| …                   | …         | …                  | …         | …         | …         | …         | …         |
| …                   | …         | …                  | …         | …         | …         | …         | …         |
| …                   | …         | …                  | …         | …         | …         | …         | …         |

- Futur qualifié pour les huitièmes de finale
- Futur qualifié pour les barrages de la phase à élimination directe

#### Critères de départage
Selon l'article 18.01 du règlement de la compétition, en cas d’égalité de points de plusieurs équipes à l'issue des matches de la phase de ligue ; les critères suivants sont appliqués dans l'ordre indiqué pour établir leur classement :
1. Meilleure différence de buts dans tous les matches de la phase de ligue ;
2. Plus grand nombre de buts marqués dans tous les matches de la phase de ligue ;
3. Plus grand nombre de buts marqués à l’extérieur dans tous les matches de la phase de ligue ;
4. Plus grand nombre de victoires dans tous les matches de la phase de ligue ;
5. Plus grand nombre de victoires à l'extérieur dans tous les matches de la phase de ligue ;
6. Plus grand nombre de points obtenus collectivement par tous les adversaires rencontrés dans la phase de ligue ;
7. Meilleure différence de buts collective de tous les adversaires rencontrés dans la phase de ligue ;
8. Plus grand nombre de buts marqués collectivement par tous les adversaires rencontrés dans la phase de ligue ;
9. Total le plus faible de points disciplinaires sur la base uniquement des cartons jaunes et des cartons rouges reçus par les joueurs ou membres du club durant tous les matches de la phase de ligue (carton rouge = 3 points, carton jaune = 1 point, expulsion pour deux cartons jaunes au cours d'un match = 3 points) ;
10. Meilleur coefficient de club.

### Classement
| Rang | Équipe              | Pts | J | G | N | P | Bp | Bc | Diff |
| ---- | ------------------- | --- | - | - | - | - | -- | -- | ---- |
| 1    | Aston Villa         | 0   | 0 | 0 | 0 | 0 | 0  | 0  | 0    |
| 2    | Nottingham Forest   | 0   | 0 | 0 | 0 | 0 | 0  | 0  | 0    |
| 3    | Bologne FC          | 0   | 0 | 0 | 0 | 0 | 0  | 0  | 0    |
| 4    | AS Rome             | 0   | 0 | 0 | 0 | 0 | 0  | 0  | 0    |
| 5    | Real Betis          | 0   | 0 | 0 | 0 | 0 | 0  | 0  | 0    |
| 6    | Celta de Vigo       | 0   | 0 | 0 | 0 | 0 | 0  | 0  | 0    |
| 7    | VfB Stuttgart       | 0   | 0 | 0 | 0 | 0 | 0  | 0  | 0    |
| 8    | SC Fribourg         | 0   | 0 | 0 | 0 | 0 | 0  | 0  | 0    |
| 9    | LOSC Lille          | 0   | 0 | 0 | 0 | 0 | 0  | 0  | 0    |
| 10   | Olympique lyonnais  | 0   | 0 | 0 | 0 | 0 | 0  | 0  | 0    |
| 11   | OGC Nice            | 0   | 0 | 0 | 0 | 0 | 0  | 0  | 0    |
| 12   | Go Ahead Eagles     | 0   | 0 | 0 | 0 | 0 | 0  | 0  | 0    |
| 13   | Feyenoord Rotterdam | 0   | 0 | 0 | 0 | 0 | 0  | 0  | 0    |
| 14   | FC Porto            | 0   | 0 | 0 | 0 | 0 | 0  | 0  | 0    |
| 15   | Viktoria Plzeň      | 0   | 0 | 0 | 0 | 0 | 0  | 0  | 0    |
| 16   | RB Salzbourg        | 0   | 0 | 0 | 0 | 0 | 0  | 0  | 0    |
| 17   | Dinamo Zagreb       | 0   | 0 | 0 | 0 | 0 | 0  | 0  | 0    |
| 18   |                     | 0   | 0 | 0 | 0 | 0 | 0  | 0  | 0    |
| 19   |                     | 0   | 0 | 0 | 0 | 0 | 0  | 0  | 0    |
| 20   |                     | 0   | 0 | 0 | 0 | 0 | 0  | 0  | 0    |
| 21   |                     | 0   | 0 | 0 | 0 | 0 | 0  | 0  | 0    |
| 22   |                     | 0   | 0 | 0 | 0 | 0 | 0  | 0  | 0    |
| 23   |                     | 0   | 0 | 0 | 0 | 0 | 0  | 0  | 0    |
| 24   |                     | 0   | 0 | 0 | 0 | 0 | 0  | 0  | 0    |
| 25   |                     | 0   | 0 | 0 | 0 | 0 | 0  | 0  | 0    |
| 26   |                     | 0   | 0 | 0 | 0 | 0 | 0  | 0  | 0    |
| 27   |                     | 0   | 0 | 0 | 0 | 0 | 0  | 0  | 0    |
| 28   |                     | 0   | 0 | 0 | 0 | 0 | 0  | 0  | 0    |
| 29   |                     | 0   | 0 | 0 | 0 | 0 | 0  | 0  | 0    |
| 30   |                     | 0   | 0 | 0 | 0 | 0 | 0  | 0  | 0    |
| 31   |                     | 0   | 0 | 0 | 0 | 0 | 0  | 0  | 0    |
| 32   |                     | 0   | 0 | 0 | 0 | 0 | 0  | 0  | 0    |
| 33   |                     | 0   | 0 | 0 | 0 | 0 | 0  | 0  | 0    |
| 34   |                     | 0   | 0 | 0 | 0 | 0 | 0  | 0  | 0    |
| 35   |                     | 0   | 0 | 0 | 0 | 0 | 0  | 0  | 0    |
| 36   |                     | 0   | 0 | 0 | 0 | 0 | 0  | 0  | 0    |

- Qualification pour les huitièmes de finale
- Qualification pour les barrages de la phase à élimination directe en tant que tête de série
- Qualification pour les barrages de la phase à élimination directe en tant que non tête de série

## Phase à élimination directe

### Barrages de la phase à élimination directe
Les clubs classés de la 9e à la 24e place de la phase de ligue jouent des barrages pour se qualifier pour les huitièmes de finale.
Le 9e ou 10e affronte le 23e ou 24e, le 11e ou 12e affronte le 21e ou 22e, le 13e ou 14e affronte le 19e ou 20e et le 15e ou 16e affronte le 17e ou 18e.
| #   | Tête de série |
| --- | ------------- |
| 9e  |               |
| 10e |               |
| 11e |               |
| 12e |               |
| 13e |               |
| 14e |               |
| 15e |               |
| 16e |               |

| #   | Non tête de série |
| --- | ----------------- |
| 17e |                   |
| 18e |                   |
| 19e |                   |
| 20e |                   |
| 21e |                   |
| 22e |                   |
| 23e |                   |
| 24e |                   |

| Équipe | Aller | Total | Retour | Équipe |
| ------ | ----- | ----- | ------ | ------ |
|        | -     | -     | -      |        |
|        | -     | -     | -      |        |
|        | -     | -     | -      |        |
|        | -     | -     | -      |        |
|        | -     | -     | -      |        |
|        | -     | -     | -      |        |
|        | -     | -     | -      |        |
|        | -     | -     | -      |        |

### Huitièmes de finale
Les huit premiers de la phase de ligue sont directement qualifiés pour ce tour. Ils sont rejoints par les huit vainqueurs des barrages.
| #   | Tête de série |
| --- | ------------- |
| 1er |               |
| 2e  |               |
| 3e  |               |
| 4e  |               |
| 5e  |               |
| 6e  |               |
| 7e  |               |
| 8e  |               |

| Non tête de série |
| ----------------- |
|                   |
|                   |
|                   |
|                   |
|                   |
|                   |
|                   |
|                   |

| Équipe | Aller | Total | Retour | Équipe |
| ------ | ----- | ----- | ------ | ------ |
|        | -     | -     | -      |        |
|        | -     | -     | -      |        |
|        | -     | -     | -      |        |
|        | -     | -     | -      |        |
|        | -     | -     | -      |        |
|        | -     | -     | -      |        |
|        | -     | -     | -      |        |
|        | -     | -     | -      |        |

### Quarts de finale
| Équipe | Aller | Total | Retour | Équipe |
| ------ | ----- | ----- | ------ | ------ |
|        | -     | -     | -      |        |
|        | -     | -     | -      |        |
|        | -     | -     | -      |        |
|        | -     | -     | -      |        |

### Demi-finales
| Équipe | Aller | Total | Retour | Équipe |
| ------ | ----- | ----- | ------ | ------ |
|        | -     | -     | -      |        |
|        | -     | -     | -      |        |

### Finale
La finale se déroulera le 20 mai 2026 au Stade Beşiktaş d'Istanbul en Turquie.

### Tableau final
|  | Huitièmes de finale | Huitièmes de finale | Huitièmes de finale | Huitièmes de finale |   |   | Quarts de finale | Quarts de finale | Quarts de finale | Quarts de finale |  |  | Demi-finales | Demi-finales | Demi-finales | Demi-finales |  |  | Finale                                 | Finale | Finale | Finale |
|  |                     |                     |                     |                     |   |   |                  |                  |                  |                  |  |  |              |              |              |              |  |  |                                        |        |        |        |
|  |                     |                     |                     |                     |   |   |                  |                  |                  |                  |  |  |              |              |              |              |  |  | 20 mai 2026 - Stade Beşiktaş, Istanbul |        |        |        |
|  |                     |                     | -                   | -                   |   |   |                  |                  |                  |                  |  |  |              |              |              |              |  |  |                                        |        |        |        |
|  |                     |                     | -                   | -                   |   |   |                  |                  |                  |                  |  |  |              |              |              |              |  |  |                                        |        |        |        |
|  |                     |                     | -                   | -                   |   |   |                  |                  |                  |                  |  |  |              |              |              |              |  |  |                                        |        |        |        |
|  |                     |                     | -                   | -                   | - | - |                  |                  |                  |                  |  |  |              |              |              |              |  |  |                                        |        |        |        |
|  |                     |                     |                     |                     | - | - |                  |                  |                  |                  |  |  |              |              |              |              |  |  |                                        |        |        |        |
|  |                     |                     |                     |                     | - | - |                  |                  |                  |                  |  |  |              |              |              |              |  |  |                                        |        |        |        |
|  |                     |                     | -                   | -                   | - | - |                  |                  |                  |                  |  |  |              |              |              |              |  |  |                                        |        |        |        |
|  |                     |                     |                     |                     |   |   |                  |                  |                  |                  |  |  |              |              |              |              |  |  |                                        |        |        |        |
|  |                     |                     | -                   | -                   |   |   |                  |                  |                  |                  |  |  |              |              |              |              |  |  |                                        |        |        |        |
|  |                     |                     | -                   | -                   | - | - |                  |                  |                  |                  |  |  |              |              |              |              |  |  |                                        |        |        |        |
|  |                     |                     |                     |                     | - | - |                  |                  |                  |                  |  |  |              |              |              |              |  |  |                                        |        |        |        |
|  |                     |                     |                     |                     | - | - |                  |                  |                  |                  |  |  |              |              |              |              |  |  |                                        |        |        |        |
|  |                     |                     | -                   | -                   | - | - |                  |                  |                  |                  |  |  |              |              |              |              |  |  |                                        |        |        |        |
|  |                     |                     |                     |                     |   |   |                  |                  |                  |                  |  |  |              |              |              |              |  |  |                                        |        |        |        |
|  |                     |                     | -                   | -                   |   |   |                  |                  |                  |                  |  |  |              |              |              |              |  |  |                                        |        |        |        |
|  |                     |                     | -                   | -                   | - | - |                  |                  |                  |                  |  |  |              |              |              |              |  |  |                                        |        |        |        |
|  |                     |                     |                     |                     | - | - |                  |                  |                  |                  |  |  |              |              |              |              |  |  |                                        |        |        |        |
|  |                     |                     |                     |                     | - | - |                  |                  |                  |                  |  |  |              |              |              |              |  |  |                                        |        |        |        |
|  |                     |                     | -                   | -                   | - | - |                  |                  |                  |                  |  |  |              |              |              |              |  |  |                                        |        |        |        |
|  |                     |                     |                     |                     |   |   |                  |                  |                  |                  |  |  |              |              |              |              |  |  |                                        |        |        |        |
|  |                     |                     | -                   | -                   |   |   |                  |                  |                  |                  |  |  |              |              |              |              |  |  |                                        |        |        |        |
|  |                     |                     | -                   | -                   | - |   |                  |                  |                  |                  |  |  |              |              |              |              |  |  |                                        |        |        |        |
|  |                     |                     |                     |                     |   |   |                  |                  |                  |                  |  |  |              |              |              |              |  |  |                                        |        |        |        |
|  |                     |                     |                     |                     | - |   |                  |                  |                  |                  |  |  |              |              |              |              |  |  |                                        |        |        |        |
|  |                     |                     | -                   | -                   |   |   |                  |                  |                  |                  |  |  |              |              |              |              |  |  |                                        |        |        |        |
|  |                     |                     |                     |                     |   |   |                  |                  |                  |                  |  |  |              |              |              |              |  |  |                                        |        |        |        |
|  |                     |                     | -                   | -                   |   |   |                  |                  |                  |                  |  |  |              |              |              |              |  |  |                                        |        |        |        |
|  |                     |                     | -                   | -                   | - | - |                  |                  |                  |                  |  |  |              |              |              |              |  |  |                                        |        |        |        |
|  |                     |                     |                     |                     | - | - |                  |                  |                  |                  |  |  |              |              |              |              |  |  |                                        |        |        |        |
|  |                     |                     |                     |                     | - | - |                  |                  |                  |                  |  |  |              |              |              |              |  |  |                                        |        |        |        |
|  |                     |                     | -                   | -                   | - | - |                  |                  |                  |                  |  |  |              |              |              |              |  |  |                                        |        |        |        |
|  |                     |                     |                     |                     |   |   |                  |                  |                  |                  |  |  |              |              |              |              |  |  |                                        |        |        |        |
|  |                     |                     | -                   | -                   |   |   |                  |                  |                  |                  |  |  |              |              |              |              |  |  |                                        |        |        |        |
|  |                     |                     | -                   | -                   | - | - |                  |                  |                  |                  |  |  |              |              |              |              |  |  |                                        |        |        |        |
|  |                     |                     |                     |                     | - | - |                  |                  |                  |                  |  |  |              |              |              |              |  |  |                                        |        |        |        |
|  |                     |                     |                     |                     | - | - |                  |                  |                  |                  |  |  |              |              |              |              |  |  |                                        |        |        |        |
|  |                     |                     | -                   | -                   | - | - |                  |                  |                  |                  |  |  |              |              |              |              |  |  |                                        |        |        |        |
|  |                     |                     |                     |                     |   |   |                  |                  |                  |                  |  |  |              |              |              |              |  |  |                                        |        |        |        |
|  |                     |                     | -                   | -                   |   |   |                  |                  |                  |                  |  |  |              |              |              |              |  |  |                                        |        |        |        |
|  |                     |                     | -                   | -                   | - | - |                  |                  |                  |                  |  |  |              |              |              |              |  |  |                                        |        |        |        |
|  |                     |                     |                     |                     | - | - |                  |                  |                  |                  |  |  |              |              |              |              |  |  |                                        |        |        |        |
|  |                     |                     |                     |                     | - | - |                  |                  |                  |                  |  |  |              |              |              |              |  |  |                                        |        |        |        |
|  |                     |                     | -                   | -                   | - | - |                  |                  |                  |                  |  |  |              |              |              |              |  |  |                                        |        |        |        |
|  |                     |                     |                     |                     |   |   |                  |                  |                  |                  |  |  |              |              |              |              |  |  |                                        |        |        |        |
|  |                     |                     | -                   | -                   |   |   |                  |                  |                  |                  |  |  |              |              |              |              |  |  |                                        |        |        |        |
|  |                     |                     |                     |                     |   |   |                  |                  |                  |                  |  |  |              |              |              |              |  |  |                                        |        |        |        |
|  |                     |                     |                     |                     |   |   |                  |                  |                  |                  |  |  |              |              |              |              |  |  |                                        |        |        |        |